# Nick Richards
Nicholas Richards, né le 29 novembre 1997 à Kingston en Jamaïque, est un joueur jamaïcain de basket-ball évoluant au poste de pivot et mesurant 2,10 m.

## Biographie

### Hornets de Charlotte (2020-2025)
Lors de la draft 2020, il est sélectionné en 42e position par les Pelicans de La Nouvelle-Orléans puis envoyé aux Hornets de Charlotte.
Le 30 novembre 2020, il signe un contrat de trois saisons en faveur des Hornets de Charlotte.

### Suns de Phoenix (depuis 2025)
Mi-janvier 2025, il est envoyé aux Suns de Phoenix dans un échange contre Josh Okogie.

## Palmarès

### Universitaire
- First-team All-SEC (2020)

## Statistiques

### Universitaires
| Saison    | Équipe   | Matchs | Titul. | Min./m | % Tir | % 3pts | % LF | Rbds/m. | Pass/m. | Int/m. | Ctr/m. | Pts/m. |
| --------- | -------- | ------ | ------ | ------ | ----- | ------ | ---- | ------- | ------- | ------ | ------ | ------ |
| 2017-2018 | Kentucky | 37     | 37     | 14,7   | 61,6  | –      | 71,8 | 4,40    | 0,20    | 0,10   | 0,90   | 5,10   |
| 2018-2019 | Kentucky | 37     | 3      | 12,1   | 59,8  | –      | 69,0 | 3,30    | 0,20    | 0,10   | 1,30   | 3,90   |
| 2019-2020 | Kentucky | 31     | 30     | 29,6   | 64,2  | –      | 75,2 | 7,80    | 0,20    | 0,10   | 2,10   | 14,00  |
| Carrière  | Carrière | 105    | 70     | 18,2   | 62,7  | –      | 72,8 | 5,00    | 0,20    | 0,10   | 1,40   | 7,30   |

### Professionnelles
| Saison    | Équipe    | Matchs | Titul. | Min./m | % Tir | % 3pts | % LF | Rbds/m. | Pass/m. | Int/m. | Ctr/m. | Pts/m. |
| --------- | --------- | ------ | ------ | ------ | ----- | ------ | ---- | ------- | ------- | ------ | ------ | ------ |
| 2020-2021 | Charlotte | 18     | 0      | 3,5    | 44,4  | 0,0    | 63,6 | 0,60    | 0,10    | 0,00   | 0,00   | 0,80   |
| 2021-2022 | Charlotte | 50     | 5      | 7,3    | 66,7  | -      | 69,8 | 1,70    | 0,30    | 0,20   | 0,40   | 3,00   |
| 2022-2023 | Charlotte | 65     | 9      | 18,7   | 62,9  | 100,0  | 74,9 | 6,40    | 0,60    | 0,20   | 1,10   | 8,20   |
| 2023-2024 | Charlotte | 67     | 51     | 26,2   | 69,1  | 0,0    | 73,7 | 8,00    | 0,80    | 0,40   | 1,10   | 9,70   |
| 2024-2025 | Charlotte | 21     | 9      | 21,0   | 56,1  | 0,0    | 67,8 | 7,50    | 1,30    | 0,30   | 1,20   | 8,90   |
| Carrière  | Carrière  | 221    | 74     | 17,4   | 64,9  | 25,0   | 72,6 | 5,50    | 0,60    | 0,20   | 0,90   | 7,00   |

## Médias
En 2018, Nick Richards est l'un des protagonistes du documentaire Student Athlete de HBO et co-produit entre autres par LeBron James. Le documentaire traite du sport universitaire américain, notamment des positions de la NCAA à l'égard des étudiants-athlètes. En leur imposant un statut d'amateur interdisant toute forme de rémunération sous peine de sanctions. Dans le même temps, les universités génèrent des milliards de dollars de revenus grâce à ces mêmes étudiants-athlètes.
En 2021, à la suite de la décision de la Cour suprême des États-Unis, la NCAA est contrainte de retirer le principe d'amateurisme. Les étudiants-athlètes pourront être rémunérés en vertu de leurs droits à l’image, de leur nom ou de toute forme de ressemblance (en anglais « NIL  » :  Name, Image and Likeness).